# Belacqua

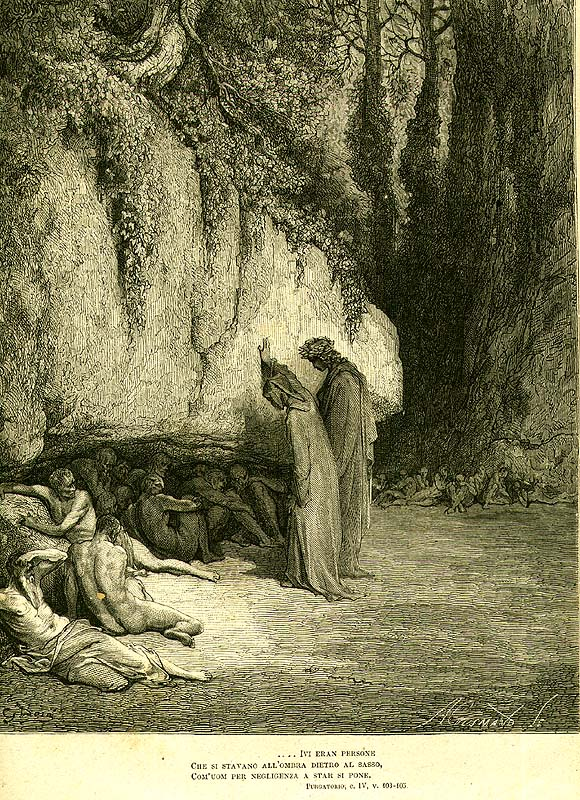
Belacqua incontrato da Dante e Virgilio nel Purgatorio, illustrazione di Gustave Doré

Belacqua è un personaggio, probabilmente di origine fiorentina, incontrato da Dante Alighieri nel quarto canto del Purgatorio, e quindi morto sicuramente prima del 1300.
Egli, macchiatosi di negligenza per aver rimandato il proprio pentimento fino in punto di morte, attende nell'Antipurgatorio il momento in cui gli verrà concesso di accedere all'espiazione. Perché ciò avvenga dovranno passare tanti anni quanti quelli della sua vita, a meno che le preghiere rivolte a Dio per la sua anima, nascendo da un cuore pio, non riescano ad accorciare la sua pena.
Dalla lettura di alcuni documenti a disposizione dei filologi, sembra che, durante gli anni passati all'università di Bologna, il soprannome di Giovanni Pascoli all'interno della cerchia dei suoi amici fosse proprio "Belacqua"; non sarà un caso quindi che secondo il Pascoli (nei suoi "Scritti danteschi") il "principio morale unificatore" della Commedia sia l'accidia.

## Nella Commedia
Nella Commedia, Dante non ne cita né il lavoro né i particolari della sua vita; si dice tuttavia felice di vederlo salvo dall'Inferno e gli rimprovera quasi scherzosamente di ritrovarlo pigro nell'aldilà tale e quale l'aveva lasciato in vita. Da ciò possiamo dedurre di trovarci di fronte sicuramente a un amico fiorentino suo contemporaneo, con ogni evidenza non particolarmente in vista nella vita cittadina.

## Altre fonti
L'anonimo fiorentino lo identifica come un certo Duccio di Bonavia, liutaio ben noto per la sua proverbiale indolenza (dalla quale i concittadini trassero il suo soprannome). Sembra che Dante frequentasse la sua bottega e che amasse scherzare con lui sul suo difetto; viene citato un episodio in cui, di fronte all'ennesima frecciatina, Belacqua avrebbe risposto di non fare altro che applicare l'insegnamento di Aristotele: l'anima diventa più sapiente, se si sta seduti a riposo. Dante allora si disse certo che sulla faccia della terra mai visse uomo più saggio di lui.
Il clima di bonaria ironia da bottega cittadina sembra infatti ritrovarsi anche nel canto, in cui Belacqua con arguzia "sgonfia" la tensione idealistica dei viandanti (e specialmente di Virgilio) verso la vetta del Monte, avvisandoli di badare comunque a non stancarsi troppo. Il suo personaggio resta, all'interno della Commedia, come uno dei più inconsueti e, in fin dei conti (pur non rappresentando certo solamente una "macchietta"), anche dei più spiritosi.